# Edmund Stöhr
Edmund „Edi“ Stöhr  (* 17. September 1956 in Kösching) ist ein ehemaliger deutscher Fußballspieler und derzeit -trainer.

## Schule und Studium
Nach dem Abitur studierte Stöhr Geologie an der Ludwig-Maximilians-Universität München bis zum Vordiplom. Anschließend begann er seine Laufbahn als Profifußballer.

## Fußballkarriere

### Spielerkarriere
Edmund Stöhr begann seine Fußballerkarriere als Jugendlicher beim TSV Kösching und wechselte später zum MTV Ingolstadt, mit dem er 1978 in die 2. Fußball-Bundesliga aufstieg. Nach zwei Jahren wechselte er zu Hertha BSC, auch mit diesem Verein gelang ihm der Aufstieg in die Bundesliga. 1985 wechselte er zur SpVgg Unterhaching in die Bayernliga. Nach vier Jahren erreichte er mit dem Verein den Aufstieg in die 2. Bundesliga, dem ein Jahr später der direkte Wiederabstieg folgte. 1991 beendete Stöhr seine Karriere als Fußballprofi.

### Fußballspezifische Ausbildung
- 1989 Erlangung der Trainer A-Lizenz als Lehrgangsbester
- 1991 Erlangung der UEFA Pro-Lizenz

### Trainerkarriere
- 1991 Beginn der Trainerlaufbahn als Assistenztrainer beim TSV 1860 München (2. Fußball-Bundesliga)
- 1993 Wechsel als Assistenztrainer zu den Stuttgarter Kickers (2. Fußball-Bundesliga)
- 1994 Wechsel als Cheftrainer zum SC Austria Lustenau (Erste Liga)
- 1997 Aufstieg in die Fußball-Bundesliga (Österreich)
- 1999 Wechsel zum FC Sachsen Leipzig – Qualifikation für die zweigleisige Regionalliga
- Mai 2000 Freistellung auf dem 4. Tabellenplatz
- 2001 Rückkehr zum SC Austria Lustenau
- 2003 Beginn einer langjährigen Tätigkeit als Spiel- und Spielerbeobachter für Hertha BSC sowie den VfL Wolfsburg im gesamteuropäischen Bereich
- 2007 Wechsel als Trainer zu Al-Gharafa nach Katar
- 2008 Cheftrainer und sportlicher Leiter beim Berliner Sport-Club – Erarbeitung eines Nachwuchskonzeptes
- 2009 Wechsel zu Austria Lustenau für die letzten 10 Spiele der Saison 2008/09, Auszeichnung als Vorarlbergs Trainer des Jahres
- 2011 Cupfinalist mit Austria Lustenau
- 2012 Cheftrainer des SCR Altach seit April – keine Verlängerung des Vertrags im Mai nach verfehltem Aufstieg in die Bundesliga
- 2012 Cheftrainer des FC Blau-Weiß Linz seit November
- 2013 Vertragsauflösung am 8. Juni bei FC Blau-Weiß Linz nach verfehltem Klassenerhalt

## Privatleben und Familie
Stöhr ist seit 1983 verheiratet mit Sybille. Die beiden haben einen gemeinsamen Sohn.